# Dennis Bergkamp
Dennis Bergkamp vagy teljes nevén Dennis Nicolaas Maria Bergkamp (Amszterdam, 1969. május 10.) holland válogatott labdarúgó, támadó szerepkörben játszott. Szülei is nagy futballrajongók voltak, állítólag a Manchester United híres skót játékosáról, Denis Lawról nevezték el gyermeküket.

## Klubcsapatban

### Ajax (1986-1993)
11 éves korában került az Ajaxhoz. 1986-ban, 17 évesen debütált a felnőtt csapatban, Johan Cruijff edzősködése idején. Első gólját 1987 februárjában szerezte a HFC Haarlem ellen. Összesen 23-szor lépett pályára első szezonjában. Csereként szerepet kapott az 1. FC Lokomotive Leipzig ellen megnyert KEK-döntőn.
Az elkövetkező években állandó kezdőjátékossá vált, 1990-ben az Ajax 5 év elteltével lett újra bajnok. A következő szezonban 36 bajnokin 29 gólt szerzett és Romárioval holtversenyben gólkirály lett.
1992-ben UEFA-kupa győzelmet ünnepelhetett, 1993-ban a holland kupát hódították el. 1991 és '93 között zsinórban háromszor lett gólkirály, utóbbi két alkalommal az év holland játékosának is megválasztották. Összesen 122 gólt szerzett 239 meccsen nevelőegyüttesében.

### Inter Milan (1993-1995)
Az Ajaxnál mutatott teljesítménye számos európai topklub figyelmét felkeltette. Cruijff tanácsára nem csatlakozott a Real Madridhoz. 1993-ban végül az Inter Milan játékosa lett.
Első szezonjában nehezn boldogult a rendkívül szervezett olasz védelmekkel szemben, összesen 8 gólig jutott. Az Inter csak a 13. helyen zárta a bajnokságot, 1 pontra a kieséstől. E közben az UEFA-kupában sikeresek voltak, megnyerték az Austria Salzburg elleni döntőt. Bergkamp holtversenyben a sorozat gólkirálya lett 8 góllal, mesterhármast is szerzett a menetelés során.
Második szezonjában sérülésekkel bajlódott és a formája sem volt az igazi,5 gólt szerzett 26 mérkőzésen. Gyenge teljesítménye miatt az egyik olasz újság a hét leggyengébb játékosának járó "kitüntetést" elnevezte Bergkamp-díjra. Az Inter 6. lett a bajnokságban, az UEFA-kupából is hamar kiesett. Megromlott a kapcsolata a klubvezetéssel és a szurkolókkal is. Amikor Massimo Moratti megvásárolta a klubot, komoly változásokat ígért a játékoskeretben, ennek része lett Bergkamp távozása is.

### Arsenal (1995-2006)
1995 nyarán az Arsenal történetének akkori legdrágább igazolásaként érkezett a klubhoz. Nehezen tudta felvenni az angol bajnokság iramát, és első hét bajnokiján gól nélkül maradt. Az angol sportsajtóban nevetség tárgyává vált. Szeptember 23-án megszerezte első és második gólját a Southampton ellen. Végül 33 meccsen 11 góllal zárt, az Arsenal pedig 5. lett a bajnokságban, az utolsó fordulóban a Bolton Wanderers ellen Bergkamp győztes gólja UEFA-kupa szereplést jelentett a következő szezonra.
1996 szeptemberében Arséne Wenger lett az Arsenal új vezetőedzője, ez pedig fordulópontot jelentett mind a klub történetében, mind Bergkamp pályafutásában. A francia szakember köré építette a csapat támadójátékát. Bár ebben a szezonban kevesebbszer lépett pályára, mégis nagyobb hatással volt a csapat játékára, többek között 13 gólpasszal. Az Arsenal 3. helyen zárt a bajnokságban, rosszabb gólkülönbséggel maradt le a Bajnokok ligája-szereplésről.
A következő szezonban Bergkamp kulcsszerepet játszott az Arsenal duplázásában, megnyerték a bajnokságot és az angol kupát is. 22 góljával házi gólkirály lett. A Leicester City elleni bajnokin megszerezte első arsenalos mesterhármasát is. A West Ham United elleni kupameccsen kiállította a játékvezető, amiért 3 meccsre eltiltotta az F.A., majd nem sokkal visszatérése után megsérült a Leeds United FC ellen, ezért lemaradt  győztes kupadöntőről. Az év játékosának járó díjjal vigasztalódhatott, mindössze a harmadik nem brit játékos lett, aki megkapta ezt az elismerést.
Egy eredményes világbajnoki szereplést követően az 1998-1999-es szezonban is remekül szerepelt. 16 gólt szerzett a bajnokságban, valamint 13 gólpasszával holtversenyben a sorozat asszisztkirálya lett. Az Arsenal az utolsó fordulóban bukta el a bajnoki címet a Manchester United ellen. A kupa elődöntőjében szintén a Uniteddal találkoztak. 1-1-es állásnál a rendes játékidő utolsó perceiben Bergkamp büntetőt hibázott. Ezt követően egyetlen tizenegyest sem végzett el hátralévő karrierje során.
Az 1999-2000-es szezon frusztráló volt számára és az Arsenal számára is. 18 ponttal maradtak le a Manchester United mögött a második helyen a bajnokságban, valamint elbukták a Galatasaray elleni UEFA-kupa döntőt, tizenegyesekkel. A következő idényben Thierry Henry és Sylvain Wiltord is megelőzte a csapaton belüli hierarchiában, ezért gyakran csak csereként jutott játéklehetőséghez. Így volt ez a Liverpool FC elleni kupadöntőn is. A bajnokságban zsinórban harmadszor a második helyen zártak.
2002-ben végre sikerült letaszítaniuk a Unitedet a bajnoki trónról és a kupát is sikerült elhódítaniuk a Chelsea ellen. Bergkamp 33 meccsen 15 gólt készített elő. Bergkamp a Newcastle United ellen megszerezte a Premier League történetének egyik legszebb és leghíresebb gólját.
2003 januárjában megszerezte 100. gólját az Arsenalban az Oxford United elleni kupameccsen. Az Arsenal 8 pontos előnyről bukta el a bajnoki címet, viszont a kupát sikerült megvédeniük, ezúttal a Southampton ellen.
A 2003-2004-es szezonban az Arsenal lett az első angol csapat több, mint egy évszázad elteltével, amely veretlenül játszotta végig a bajnoki idényt, és lett bajnok. Az utolsó fordulóban Bergkamp passzából szerzett győztes gólt a csapatkapitány, Patrick Vieira. A BL-ből a negyeddöntőben búcsúztak a Chelsea ellen.
2005-ben 12 ponttal lemaradva a bajnok Chelseatől a második helyen zártak. A Middlesbrough elleni bajnokin Bergkamp először viselhette a kapitányi karszalagot, az Arsenal 1-3-ról fordított 5-3-ra, ezzel megdöntve a Nottingham Forest rekordját, amely 42 bajnokin nem talált legyőzőre zsinórban. A szezon utolsó bajnokiján 7-0-ra verték az Evertont, Bergkamp 1 gólt és 3 gólpasszt jegyzett. Az FA-kupa döntőjében tizenegyesekkel legyőzték a Manchester Unitedet.
A 2005-2006-os volt az utolsó szezonja az Arsenalban. Utolsó perces győztes gólt szerzett csereként beállva az FC Thun elleni BL-meccsen. A West Bromwich Albion elleni bajnokin az ő tiszteletére díszítették fel a szintén utolsó szezonját futó Highbury stadiont. Csereként beállva győzelmet érő gólpasszt majd gólt szerzett. Ez volt az utolsó gólja a csapat színeiben. Az Arsenal a negyedik helyen zárta a bajnokságot. Bergkamp utolsó mérkőzése az Arsenalban az FC Barcelona elleni, elveszített BL-döntő volt, de csak a kispadról nézte végig a találkozót.
Búcsúmeccsén, már az új Emirates stadionban, az Arsenal az Ajax-szal találkozott. Az első félidőben a csapatok akkori játékosai léptek pályára, a másodikban olyan legendák, mint Ian Wright, Marc Overmars, Patrick Vieira, David Seaman és Emmanuel Petit az Arsenal; illetve Johan Cruijff, Marco van Basten, Danny Blind, Frank és Ronald de Boer az Ajax oldalán. A középkezdést Bergkamp apjával és fiával közösen végezte el. A stadion történetének első gólját az ajaxos Klaas-Jan Huntelaar szerezte. Végül az Arsenal győzött 2-1re Henry és Nwankwo Kanu góljával.

## A válogatottban
1990 szeptember 26-án mutatkozott be a válogatottban, csereként, Olaszország ellen. Novemberben megszerezte első válogatott gólját Görögország ellen.
Bekerült az 1992-es Európa-bajnokságra utazó keretbe. A tornán remek formában játszott, háromszor is betalált, a címvédő holland válogatott az elődöntőben tizenegyesekkel búcsúzott a későbbi győztes Dánia ellen.
Az 1994-es világbajnokság selejtezői során 5 gólt szerzett. A tornán 3-szor talált be, egyszer a Brazília elleni negyeddöntőben, ahol a hollandok 3-2-es vereséget szenvedtek a későbbi világbajnoktól.
Az 1996-os Európa-bajnokságon 1 gólt szerzett, a hollandok a csoportkörben búcsúztak.
1998-ban Wales ellen világbajnoki selejtezőn megszerezte első válogatott mesterhármasát. A hollandok a selejtezőcsoport első helyén kvalifikálták magukat a Franciaországban rendezett tornára. Bergkamp 3 gólt szerzett a világbajnokságon, közte egy emlékezetes győztes gólt az Argentína elleni negyeddöntőben. Ezt nevezte kedvenc góljának, és ezzel lett a válogatott legeredményesebb gólszerzője. Az elődöntőben a hollandok büntetőkkel kikaptak a braziloktól. A bronzmeccsen 2-1-es vereséget szenvedtek Horvátország ellen. Bergkamp bekerült a torna álomcsapatába.
1999 októberében szerezte utolsó válogatott gólját Brazília ellen. A 2000-es, hazai rendezésű EB-n a hollandok az elődöntőben büntetőkkel kiestek Olaszország ellen. A mérkőzés után Bergkamp bejelentette visszavonulását a válogatottól. 37 gólos rekordját 2003-ban döntötte meg Patrick Kluivert.